# Федерална космическа агенция
Федералната космическа агенция на Русия (на руски: Федеральное космическое агентство России, Роскосмос) е федерален орган на изпълнителната власт на Русия, осъществяващ функции по оказване на държавни услуги, управление на държавно имущество и изследване, използване на космическото пространство за мирни цели, международно сътрудничество при реализация на съвместни проекти и програми в областта на космическата дейност.
Подчинява се непосредствено на правителството на Русия. Нейното седалище се намира в Москва, а оперативният Център за управление на полетите – в Звездното градче, Московска област. От май 2018 г. ръководител на агенцията е Юрий Борисов.

## История
Роскосмос е основан след разпадането на Съветския съюз и прекратяването на Съветската космическа програма. Новата агенция използва технологии и космодруми, останали от старата. Космодрумите се намират най-вече на територията на Казахстан и са поддържани в сътрудничество с правителството на страната. Роскосмос осъществява ръководство и контрол върху руската гражданска космическа програма, включваща всички пилотирани и непилотирани невоенни космически полети.

### Начало на прогреса
Подобно на съветската програма преди нея, и Федералната агенция има недостиг на средства. Това създава проблеми с руските намерения за мисия до Луната и по-късно на работата по международния проект Международна космическа станция. В началото на 90-те години има намаляване на средствата, което принуждава агенцията да търси други начини да поддържа космическите си програми. Заради това тя има главна роля при изстрелването на чужди изкуствени спътници и дейно участва в провеждането на космически туризъм. Докато мисиите с изследователска цел и междупланетните сонди са с минимална роля. Роскосмос успява да управлява добре космическа станция Мир преди да бъде изведена от орбита, успешно допринася в проекта Международна космическа станция и продължава да извършва полети с космическите кораби Прогрес и Союз.

### Подновена активност (2005 – 2006)
Бумът на руската икономика през 2005 г. поради високите цени на износа на нефта и газта позволяват една по-приемлива перспектива за финансиране през 2006 г. Бюджета за периода 2006 – 2015 е 305 млрд. рубли (около 11 млрд. дол.) за космическата агенция и цялостен разход около 425 млрд. рубли в Русия за същия период от време. Бюджета за 2006 е 25 млрд. рубли (около 900 млн. дол.), което е с 33 % повече от този за 2005 г. Очакванията са в следващите 10 години бюджета да нараства с 5 – 10 % на година, осигурявайки на агенцията постоянен наплив на средства. Роскосмос очаква около 130 млрд. рубли да се влеят в други проекти, като индустрия и космически туризъм

## Настоящо положение на космическата програма

### Бюджет
Федералния бюджет за 2009 г. е оставен непроменен заради разразилата се икономическа криза и е в размер 82 млрд. RUB ($2,4 млрд.). През 2011 г. обаче правителството предвижда да похарчи 115 млрд. RUB ($3,8 млрд.) за националната космическа програма.
Сегашните приоритети за Русия са доразработката на ракети Ангара и разработването на нова телекомуникационна, навигационна спътникова система. Спътниковата навигационна система ГЛОНАСС е приоритетна от много години. През 2007 г. системата получава 9,9 млрд. рубли (360 млн. щ.д.) и под условията на директива подписана от тогавашния руски президент Владимир Путин ще получи още 2,6 млрд. долара за довършването си. Приходите на компанията в Русия през 2021 г. възлизат на 96 683 300 долара.

### Проблеми
Заради изграждането и снабдяването на Международната космическа станция около 50% от бюджета на агенцията отива само в пилотируемата програма. Някои наблюдатели казват, че това има вреден ефект върху другите аспекти на космическите изследвания и затова другите агенции харчат много по-малък процент от бюджета си за поддържането на човешко присъствие в космоса.
Въпреки значително уголемения бюджет, вниманието от страна на законодателната и изпълнителната власт, положителната медийна подкрепа и подкрепата от населението, Руската космическа програма продължава да среща проблеми. Заплатите в космическата индустрия са ниски, средната възраст на работещите в тази сфера е висока (46 години през 2007 година) и повечето от оборудването е остаряло. От друга страна много компании в този сектор са успели да направят печалби от договори и партньорства с чуждестранни компании. Разработени са няколко добри нови системи като горни ракетни степени в последните години. Направени са инвестиции в поточни линии и компаниите са започнали да обръщат повече внимание на обучението на ново поколение инженери и техници.

## Текущи програми

### Международна космическа станция
Руската космическа агенция е един от партньорите в проекта Международна космическа станция (МКС) и като основни приноси могат да се отбележат модулите „Заря“ и „Звезда“, които бяха изстреляни с ракета-носител „Протон“ и по-късно към тях бе прибавен модулът на НАСА „Юнити“. През 2010 г. е изстрелян модул „Рассвет“ на борда на космическа совалка „Атлантис“. Той ще бъде използван като склад за товари и отсек за скачване с пристигащите космически кораби. Модул „Наука“ ще бъде последния добавен компонент към МКС и се очаква да бъде изстрелян през 2012 г. Освен това Роскосмос помага за експедициите до станцията с кораба „Союз-ТМА“ и доставя запаси на МКС с космическия кораб „Прогрес“. След като първоначалния договор за МКС изтече, Роскосмос и НАСА с одобрението на американското правителство подписват договор до 2011 г. според, който НАСА ще плаща 21 млн. дол. на човек от мисия със „Союз“ за пътуване до станцията (т.е. 43 млн. за отиване и връщане). След това споразумение Русия обяви, че ще удвои полетите на „Союз“ на 4, а на Прогрес на 8 през 2008 г.
Агенцията още се грижи за прекарването на космическите туристи до МКС с помощта на американската компанията „Спейс Адвенчър“ (на български език „Космическо приключение“). Към края на 2009 г. шестима туристи са летели в космоса, като всеки е похарчил по около 20 млн. д.

### Научни програми
Освен по МКС, агенцията работи и по още няколко програми за земна наука, комуникация и научни изследвания. Бъдещите проекти включват и наследника на „Союз“ – „Клипер“, автоматични космически апарати до спътниците на Марс и увеличаване на броя на изкуствените спътници на Земята.
Планираните мисии са следните:
- Луна-глоб – безпилотна мисия до Луната
- Венера Д – сонда до Венера
- Фобос-грунт – полет с цел доставяне на материал от спътника Фобос

### Ракети
Роскосмос използва ракети-носители от няколко семейства, най-известната от които е Р-7, по-известна като ракета Союз, способна да изстреля 7,5 тона в ниска околоземна орбита (НЗО). Ракета Протон (известна и като UK-500) е разработена през шейсетте години, но все още лети и има капацитет около 20 тона в ниска околоземна орбита. Малки ракети като Космос и Руско-германската разработка Рокот, както и други ракети-носители.
Текущите ракетни разработки включват както нова ракетна система с името Ангара, така и повишаване на капацитета на ракетите Союз, Союз-2 и Союз-2-3. Една от модификациите им (Союз 2А) е вече успешно тествана. С нея са увеличили възможността за извеждане на товар в НЗО на 8 тона, както и Союз 2Б, която е летяла с товар от 8,5 тона при изстрелване осъществено от космодрума Байконур в Казахстан.
Руската агенция прави по-голямата част от изстрелванията на изкуствени спътници в орбита около Земята, през 2005 тя е извела около 50% от всички спътници за годината.

### Клипер
Един от проектите на агенцията вдигна голям шум в медиите през 2005 г. Името на проекта е Клипер и представлява малък кораб за многократно използване. Докато Роскосмос търсеше подкрепа от ЕКА и други агенции за да си разпределят разходите по разработването, бе решено, че проектът ще бъде завършен дори и без подкрепата на други агенции. Това изказване е подкрепено от решението, че от бюджета за 2006 – 2015 ще бъде включено и финансирането на Клипер.
Информацията за влизането на Клипер в употреба и за състоянието му варира. Някои източници сочат 2010 като годината на първия тестови полет, а други 2012. През януари 2006 се очаква крайното решение от измежду три вероятни дадени от няколко Руски компании с дата за обявяване на решението през февруари. По-късно се обявява, че резултатите от наддаването за проекта се очаква да бъдат разкрити през юли. След това обаче се казва, че търгът е бил отменен поради недостатъчно високи суми предлагани от предприемачите. Оказва се, че ще измине две годишен период, в който ще се реши съдбата на кораба.

## Галерия

### Космически кораби
- Първият изкуствен спътник Спутник-1
- Восток първият космически кораб, с който човек излиза в космоса
- Союз е най-дълго летелият пилотиран космически кораб (1967 – ), обновяван непрекъснато
- Прогрес е единственият непилотиран автоматичен товарен кораб в света и също и най-дълго използваният (1978 – )
- Първата непрекъснато обитаема космическа станция, Съветско/Руската Мир, която се намира в околоземна орбита от 1986 до 2001 г.
- Русия, заедно със САЩ, са основните партньори в проекта Международна космическа станция (МКС). Двете страни са отговорни за всички пилотирани и снабдителни мисии до МКС
- Клипер космически кораб за многократно използване, който се очаква да замени Союз

### Ракети-носители
- Ракета Союз е отговорна за всички изстрелвания на космическите кораби Союз и Прогрес в космоса
- Ракета Протон е най-мощната ракета в Руския арсенал